# Megalestes major
Megalestes major är en trollsländeart som först beskrevs av Selys 1862.  Megalestes major ingår i släktet Megalestes och familjen Synlestidae. IUCN kategoriserar arten globalt som livskraftig. Inga underarter finns listade i Catalogue of Life.